# Hexafluoro-2-butyne
Pour les articles homonymes, voir HFB.
L'hexafluoro-2-butyne (HFB) est un fluorocarbure de formule chimique F3C–C≡C–CF3. C'est un dérivé de l'acétylène particulièrement électrophile, et par conséquent un diénophile efficace pour la réaction de Diels-Alder,.
On l'obtient en faisant réagir du tétrafluorure de soufre SF4 sur de l'éthynedicarboxylate de diméthyle H3CO2C-C≡C-CO2CH3 ou du fluorure de potassium KF sur de l'hexachlorobutadiène C4Cl6.